# Gerygone sulphurea
Gerygone sulphurea là một loài chim trong họ Acanthizidae.

## Hình ảnh

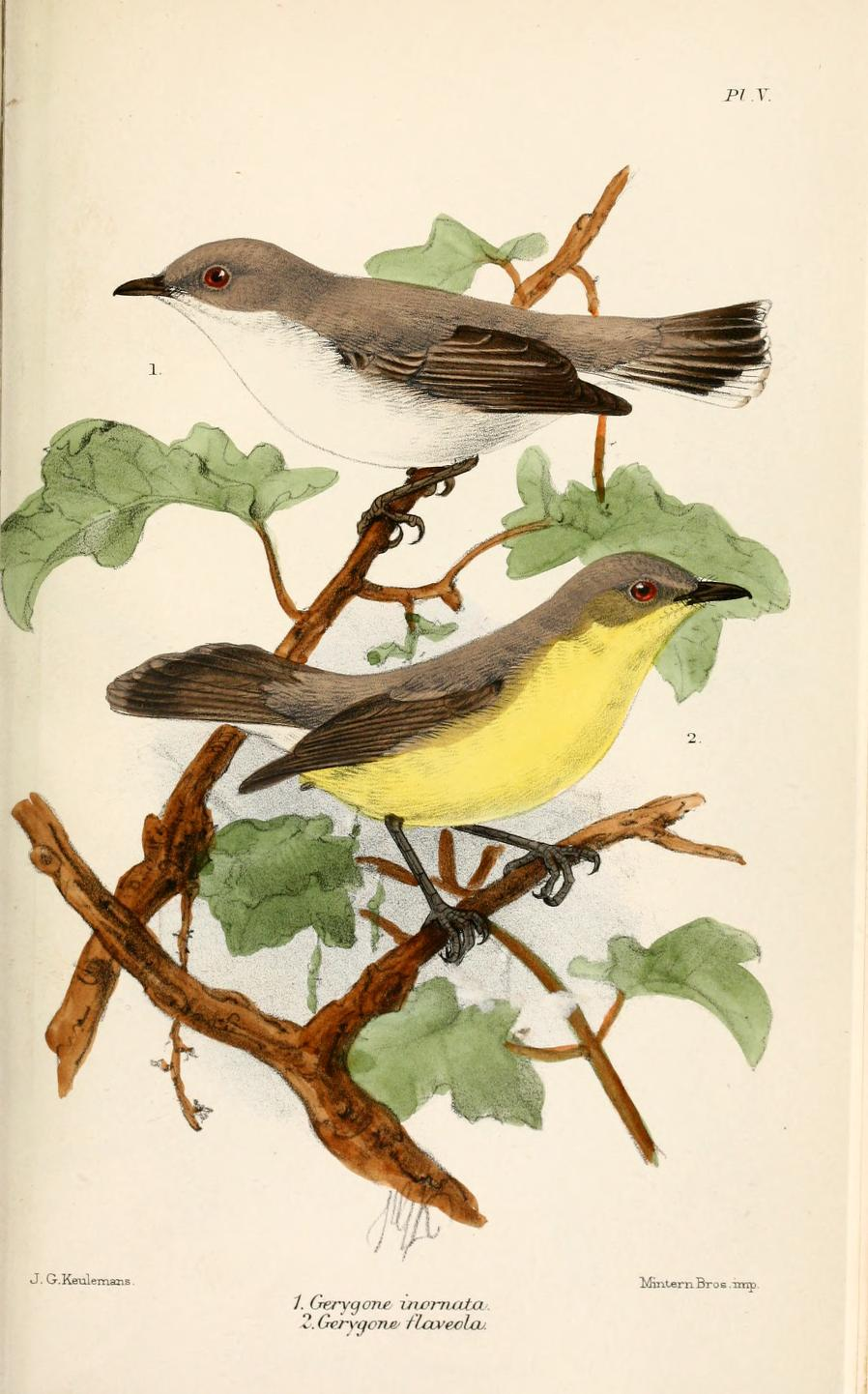
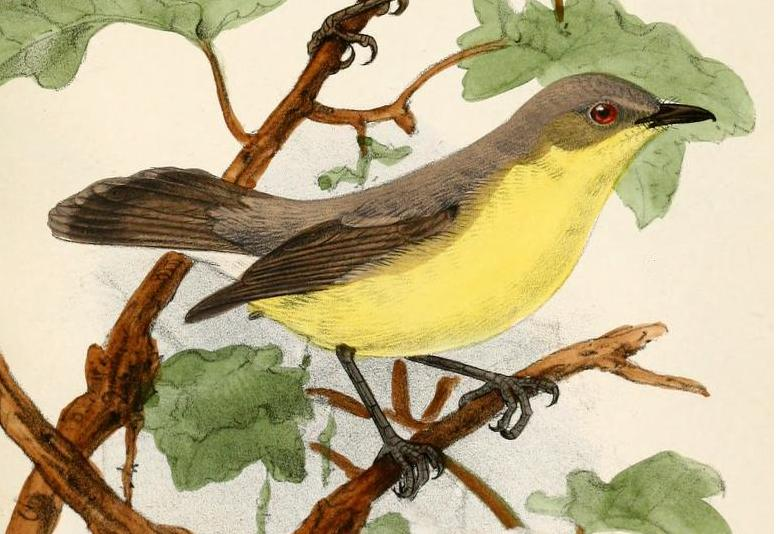